# Корекські печери

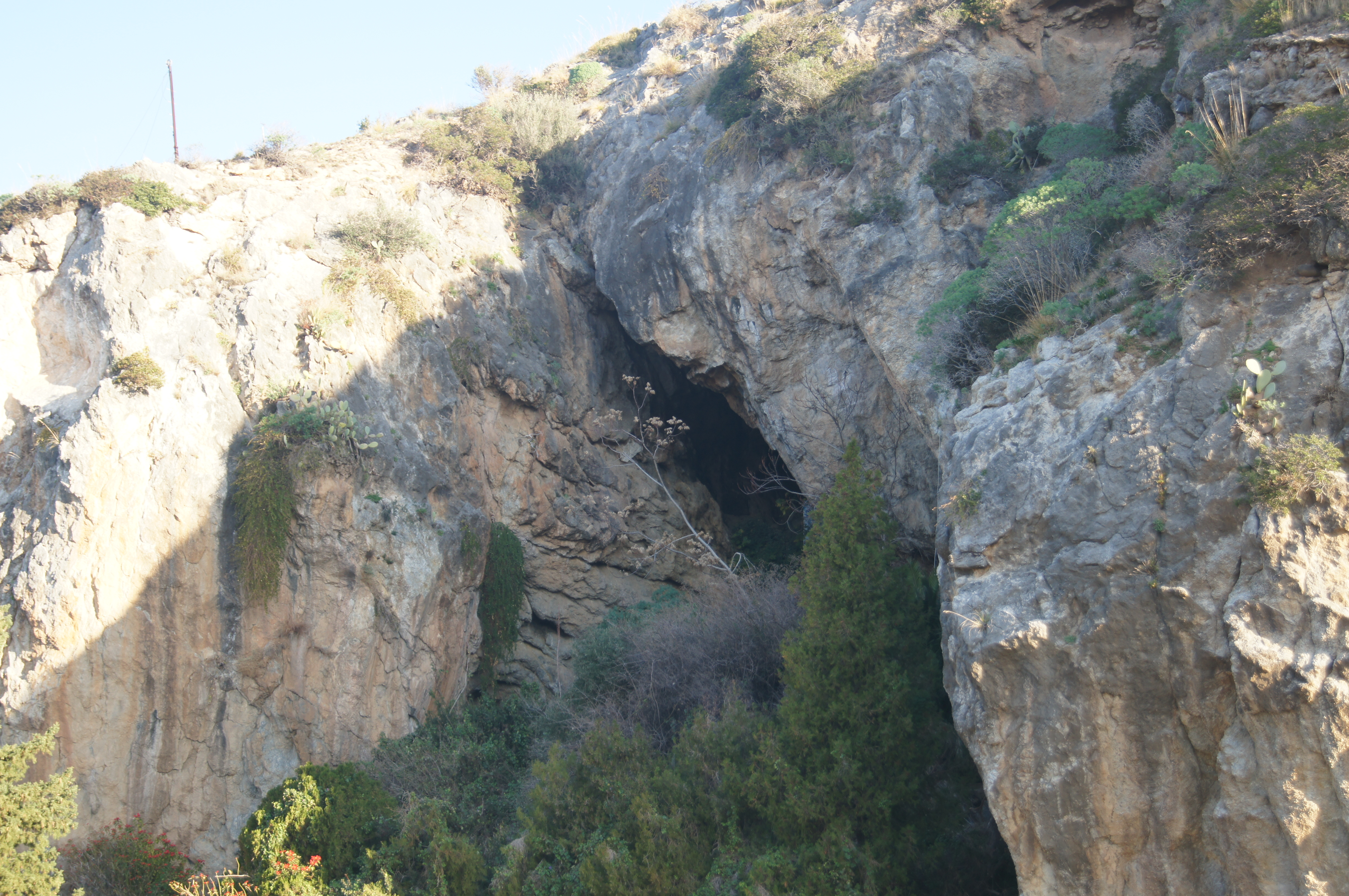
Грот Пекурару

Корекські печери — дві карстові порожнини, що розташовані на Тірренському узбережжі Калабрії, неподалік від Кореки.
Два входи розташовані дуже близько один від одного. Раніше вони були на рівні моря, а на сьогодні вони становлять розташовані на близько 25 м вище за нього у кам'яній стіні, а тому важкодоступні. Одна з печер має ширший вхід, тому вона світліша за сусідню.
Дві сусідні печери важливі з археологічної точки зору. У 2012 році було підтверджено раніші здогади п'ємонтських вчених, що печери використовувалися у час пізньої бронзової доби (а також у пізніші періоди). Виявлені артефакти (теракота, жорна, полірована галька, і т. д.) добре збереглися через ускладнений доступ до самих печер, вказуючи на різне використання двох порожнин: одна печера використовувалася для господарських потреб, а інша — для похоронних обрядів.